# Gläserne Produktion

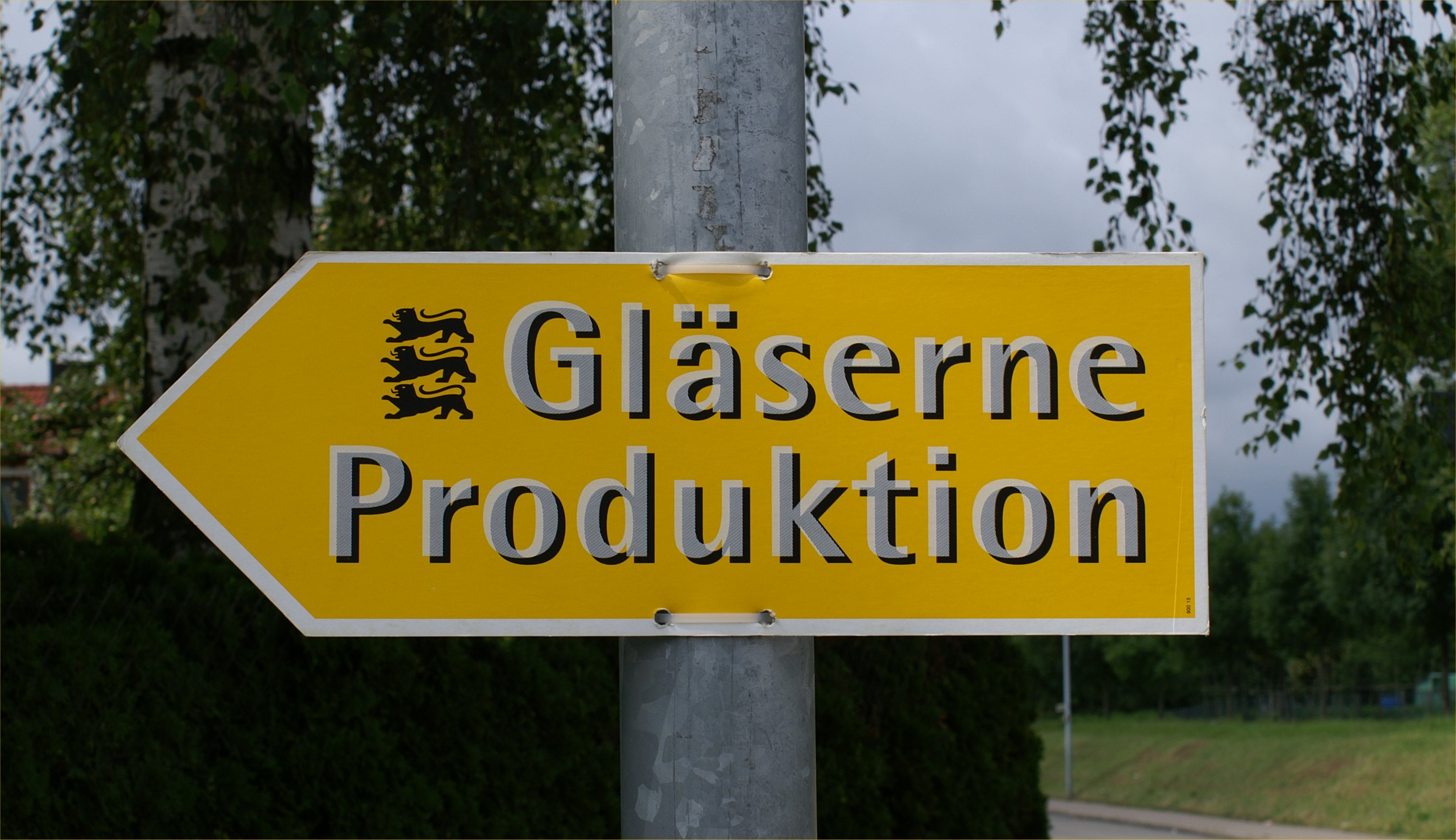
Zahlreiche landwirtschaftliche Betriebe öffnen ihre Türen im Rahmen der Gläsernen Produktion

Die Gläserne Produktion ist eine Aktion der Landwirtschaftsverwaltung in Baden-Württemberg. Landwirtschaftliche Betriebe geben im Rahmen der Gläsernen Produktion Einblick in ihre Arbeit und in die Herstellungsabläufe in der heimischen Land- und Ernährungswirtschaft vom Acker bis zur Ladentheke.
Organisiert wird die Gläserne Produktion in der Regel von den Landwirtschaftsabteilungen der jeweiligen Landratsämter und dem Ministerium für Ernährung und Ländlichen Raum Baden-Württemberg sowie der Landeseigenen MBW Marketinggesellschaft mbH. Seit 1991 werden diese Tage der offenen Tür in Betrieben der baden-württembergischen Landkreise durchgeführt. Ziel der Gläsernen Produktion ist es, das Vertrauen der Verbraucher in die heimische Landwirtschaft weiter zu festigen und ihre Leistungen für die Versorgung der Bevölkerung mit hochwertigen Lebensmitteln und die Pflege der Kulturlandschaft aufzuzeigen.
Den Besuchern der Gläsernen Produktion wird neben ausführlichen Informationen und Ausstellungen meist auch ein Hoffest mit vielen Aktivitäten geboten. Landwirtschaftliche Interessenverbände informieren vor Ort über ihr Engagement für den Berufsstand.
In Baden-Württemberg öffnen jährlich rund 400 Betriebe – landwirtschaftlich und lebensmittelhandwerklich – ihre Türen für die „Gläserne Produktion“. 

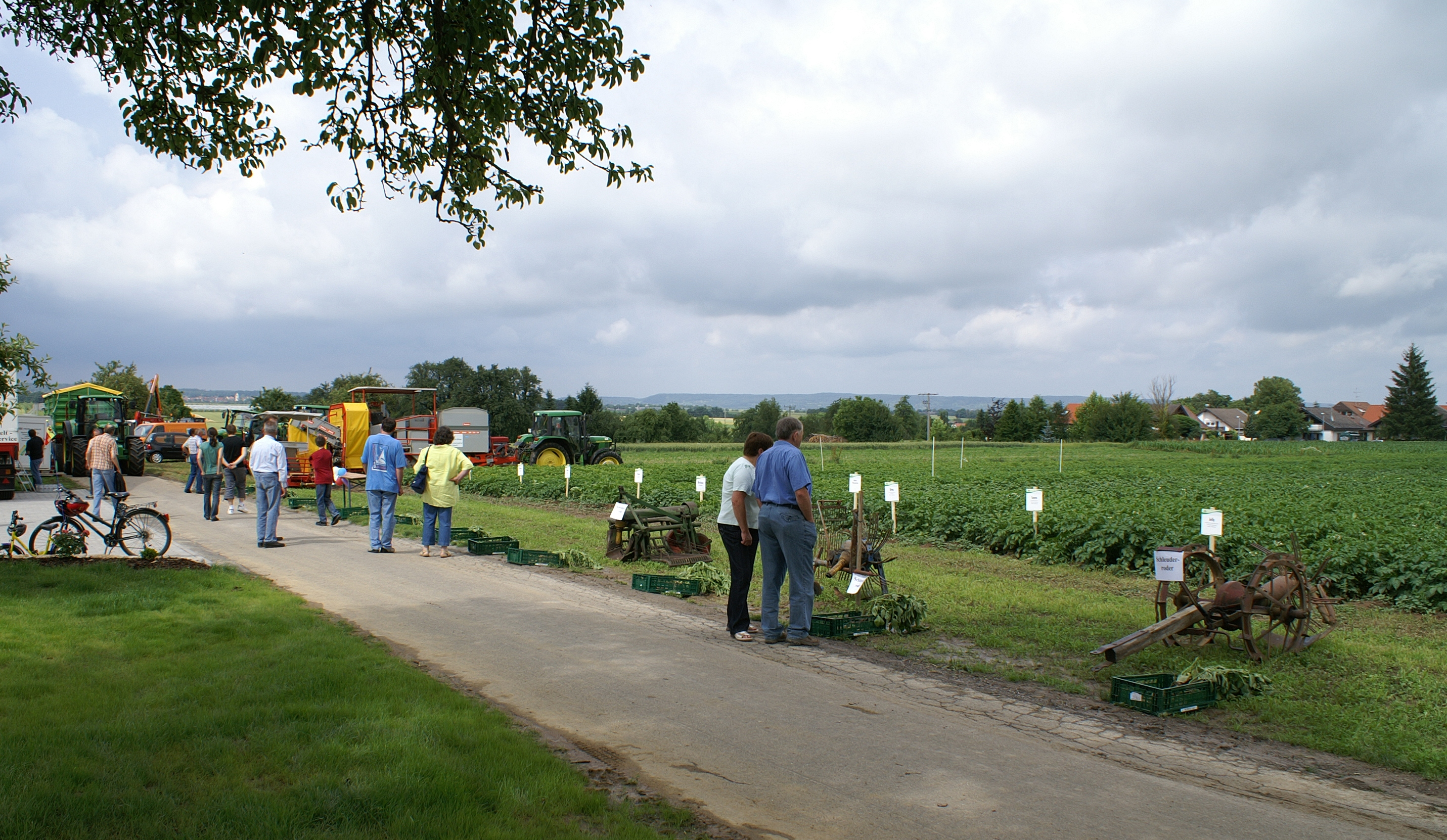
Gläserne Produktion im Kartoffelanbau

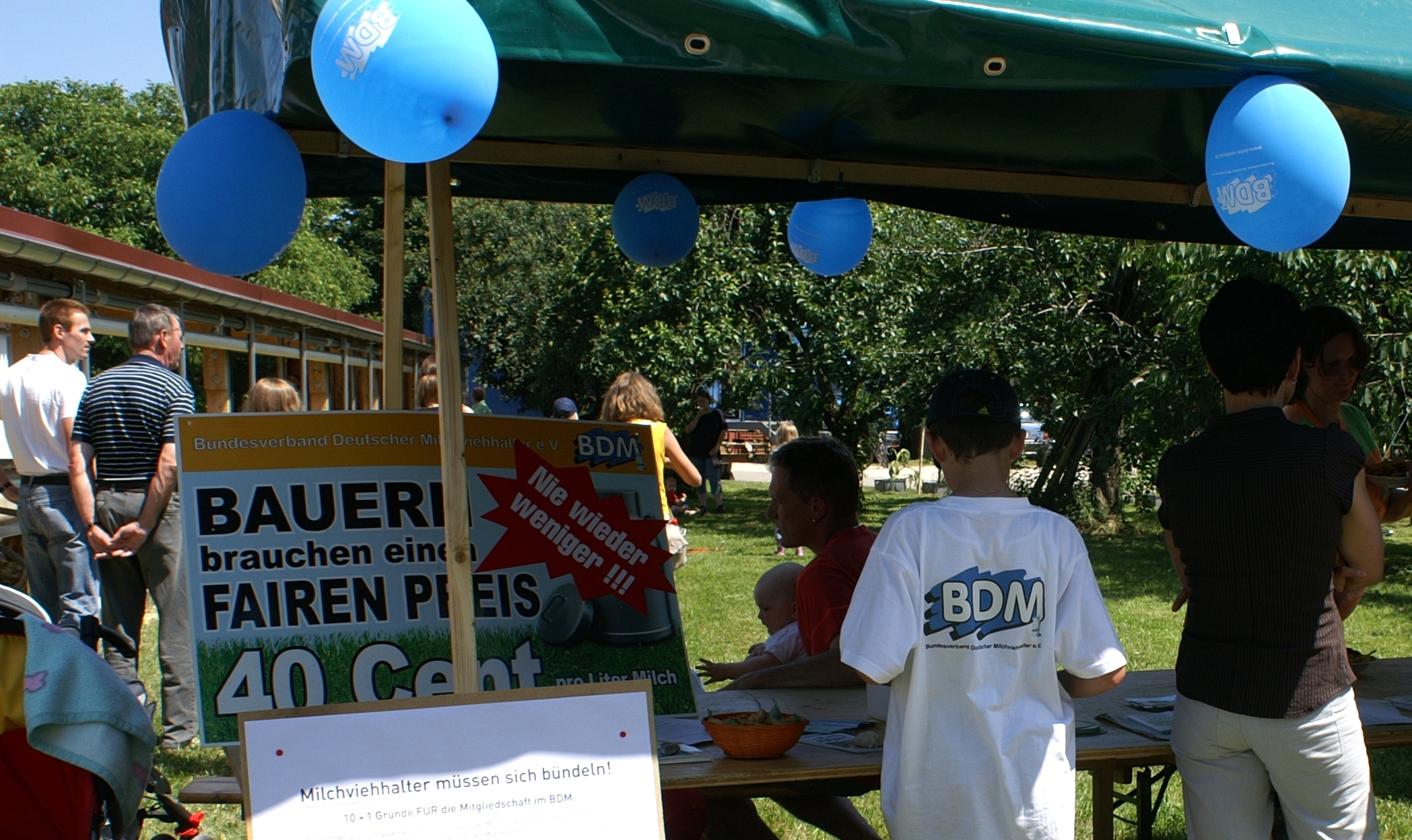
Landwirtschaftliche Interessenverbände informieren bei der Gläsernen Produktion

## Siehe weiterhin
- Gläserne Manufaktur
- Schaubergwerk